# 4347 Регер
4347 Регер (4347 Reger) — астероїд головного поясу, відкритий 13 серпня 1988 року.
Тіссеранів параметр щодо Юпітера — 3,234.